# Рисунок

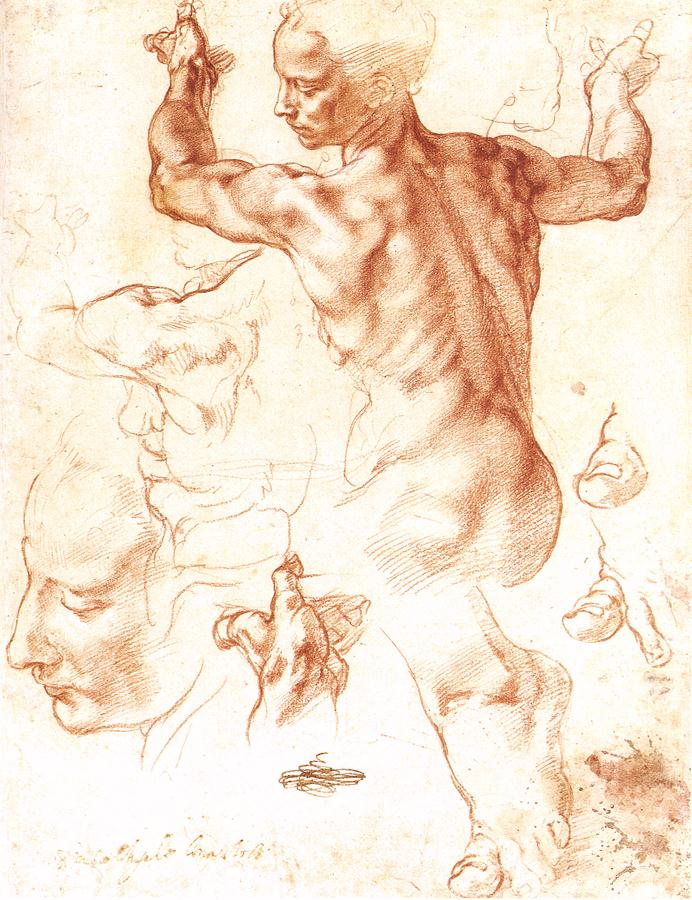
Микеланджело. Подготовительный рисунок «Ливийской сивиллы» для росписи Сикстинской капеллы в Ватикане. 1511. Красный мел (сангина). Метрополитен-музей, Нью-Йорк

Рису́нок (через пол. rysowac из ср.-в.-нем. rizen — резать, чертить) — изображение на плоскости, созданное графическими средствами.
Рисунок — структурная основа зрительно воспринимаемой формы, основа зрительного образа воспринимаемого объекта. В этом значении, термин «рисунок» близок понятиям — абрис, контур, очерк. Художник раннего итальянского Возрождения, Пьеро делла Франческа, в трактате «О перспективе в живописи» (между 1460 г. и 1480 г.) писал: «Под рисунком разумеем мы профили и очертания, кои заключаются в вещи». Однако рисунок, есть не только «очертание», но также представление конструкции предмета в его трёхмерных качествах. Рисунок, как структурный образ наблюдаемого объекта, складывается в сознании рисующего, ещё до начала изобразительного процесса, и поэтому, несёт в себе рациональное, интеллектуальное начало.
Рисование в изобразительном искусстве, является структурной основой графической, живописной, скульптурной и архитектурной форм. Знанием рисунка (конструкции объекта) опосредуется зрительное восприятие внешней поверхности формы, поэтому мы воспринимаем объект не только как он видится, но действительно существующим в пространстве. Например, если мы видим круг, то благодаря логически-осязательному восприятию, можем представить его шаром. Наблюдая сочетания квадратов, можем представить их в качестве пространственного куба. В таком интеллектуальном восприятии, структурные линии объекта создают представление направленности формы. Реализовать такое представление можно различным образом: в зарисовке непосредственно с натуры, наброске, этюде, подготовительном эскизе композиции для живописи, скульптуры, поисковом эскизировании в процессе архитектурного и дизайнерского проектирования.
Рисование также представляет собой отдельный вид изобразительного искусства, разновидность графики. Его история восходит к глубокой древности. Академическая история изобразительного искусства, как правило, начинается с изобретения рисунка. Иносказательно, имея в виду структурообразующую силу рисунка, мы говорим о рисунке музыкальной композиции, и даже о рисунке поэтического текста.
Рисунок всегда является полюсом и компасом, который нас направляет, дабы не дать потонуть в океане краски, где многие тонут, желая найти спасение

## История интерпретации термина
Двойственность содержания понятия «рисунок» (как основы воспринимаемой формы и как основы изображения формы) содержится в одном из первых определений, сформулированных знаменитым историографом эпохи итальянского Возрождения Джорджо Вазари: 

«Так как рисунок — отец трёх наших искусств: архитектуры, скульптуры и живописи, — имея своё начало в рассудке, извлекает общее понятие из многих вещей, подобное форме или же идее всех созданий природы, отводящей каждому его собственную меру, то отсюда следует, что он познаёт соразмерности целого с частями и частей между собой и с целым не только в человеческих телах и в животных, но и в растениях, а также в постройках, скульптурах и картинах. А так как из этого познания рождается определённое понятие и суждение, так что в уме образуется нечто, что, будучи затем выражено руками, именуется рисунком, то и можно заключить, что рисунок этот не что иное, как видимое выражение и разъяснение понятия, которое имеется в душе, которое человек вообразил в своём уме и которое создалось в идее».
 Самое знаменитое определение искусства рисунка принадлежит великому Микеланджело Буонарроти: 

«Рисунок, который иначе называют искусством наброска, есть высшая точка и живописи, и скульптуры, и архитектуры; рисунок является источником и душой всех видов живописи и корнем всякой науки. Тому, кто так много достиг, что овладел рисунком, я скажу, что он владеет ценным сокровищем, потому что он может создавать образы более высокие, чем любая башня, равно как кистью, так и разумом, и не встретит стены, которая не была бы слишком узка и мала для безграничности его фантазии».
В эпоху итальянского Возрождения слово «рисунок» (il disegno) означало, прежде всего, замысел, намерение, план, предшествующие работе в материале. Позднее появилось близкое понятие кончетто (мысль, замысел), а затем — инвенция (сочинение, изобретение). До распространения этих терминов итальянский художник и теоретик Ченнино Ченнини в «Книге об искусстве» (около 1390 г.) использовал определения: disegno interno (рисунок внутренний) и disegno esterno (рисунок внешний). Этим понятиям соответствуют французские термины: dessin (рисунок) и dessein (замысел, понятие), восходящие непосредственно к латинскому de-signare (определять, обозначать; отсюда также английское design, слово, которое используют во многих значениях: замысел, идея, обозначение функции, проектирование, рисование). Теоретик итальянского маньеризма Ф. Цуккаро также обосновывал понятие «внутреннего рисунка», поясняя при этом: «Рисунок не есть ни материя, ни тело, ни свойство какой-либо субстанции, но … он — форма, идея, порядок, правило или предмет интеллекта, в котором выражены по́нятые вещи». Результатом взаимодействия «понимания» и «выражения» является «всеобщее представление» (disegno universale)— «идеальный образ, образованный в сознании и затем выраженный и прояснённый линией или другим наглядным способом». Поэтому рисунок (disegno) обозначает (segna) и показывает форму вещи. Отсюда придуманная Цуккаро этимология: «Disegno — segno di Dio in noi» (ит. «Рисунок — знак Бога в нас»). Многие художники подчёркивали, что рисование — это не столько форма изображения, сколько способ или инструмент творческого мышления. Любитель афоризмов Эдгар Дега, соратник и, одновременно, оппонент французских импрессионистов, любил повторять: «Рисунок — не форма, а способ вѝдения». Академист Ж.-О. Д. Энгр формулировал понятие рисунка прагматично: «Рисунок — это линия, это всё».
Долгое время в истории искусства рисунок оставался лишь инструментом, подсобным средством на подготовительных этапах работы живописца, скульптора, архитектора, и его не расценивали в качестве самостоятельного вида изобразительного искусства. Художники после окончания работы даже выбрасывали ненужные им подготовительные зарисовки и эскизы. И только в начале XX века, одновременно с обретением специфики изобразительного языка гравюрой и литографией, рисунок приобрёл автономное художественное значение. Тогда же сложилась профессиональная терминология и, в частности, употребление словосочетаний: карандашом или пером рисуют, а красками пишут.

## Виды рисунка
- Академи́ческий рисунок — рисунок, выполняемый в рамках классического подхода к обучению изобразительному искусству, с использованием методически-обоснованных способов и технических приемов изображения объёмных форм на плоскости на основе сознательного отношения к структуре изобразительного процесса, понимания конструктивных особенностей объекта. Академический рисунок ведётся поэтапно, согласно основным методическим принципам: расчленения и последовательного решения отдельных изобразительных задач: конструктивного анализа объекта, моделировки тональных, свето-теневых, пространственных отношений. Конечная цель — достижение целостности изобразительной формы[7].

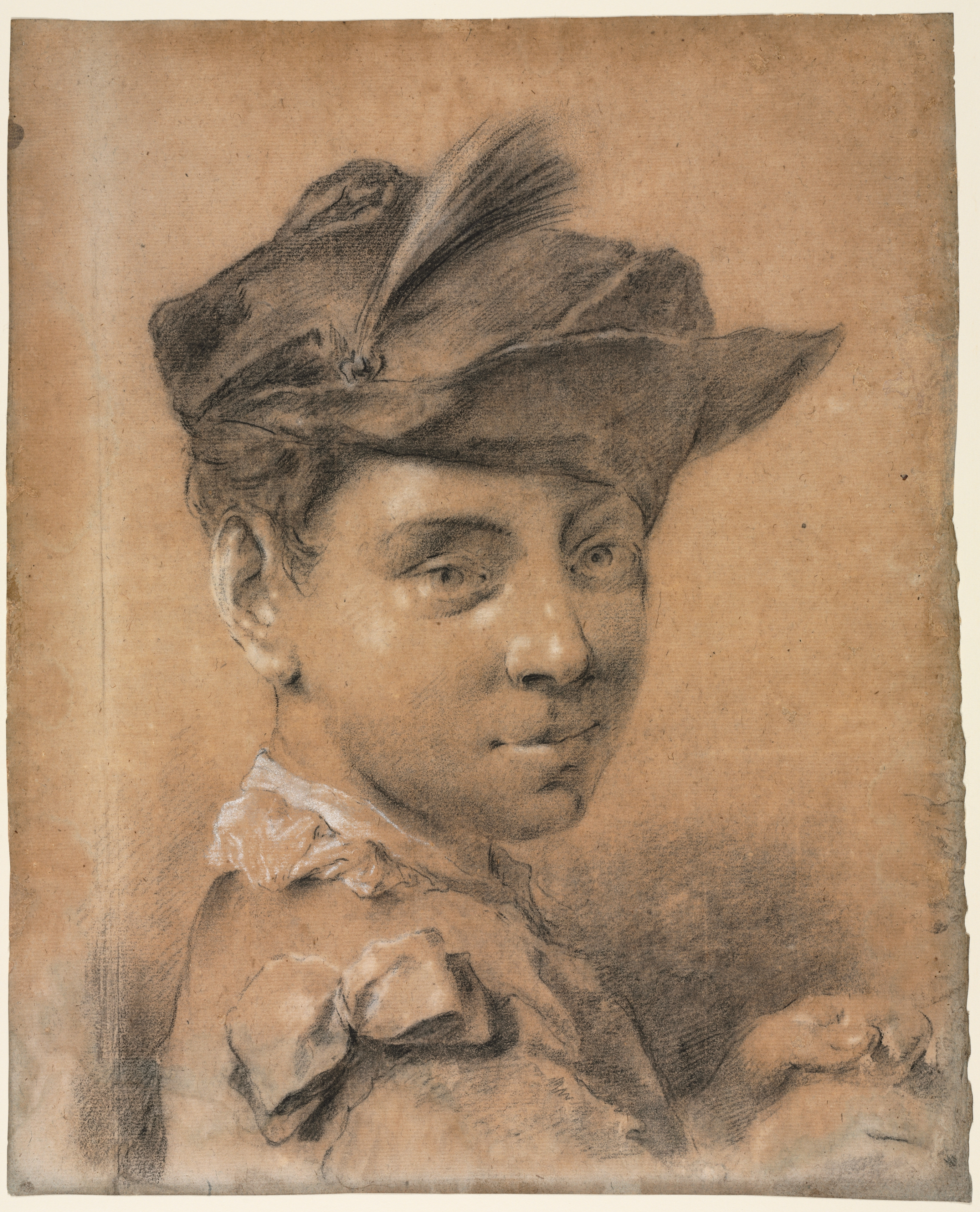
Дж. Б. Пьяццетта. Портрет молодого человека в шляпе. 1725. Бумага, уголь, белила. Художественный музей, Кливленд, США

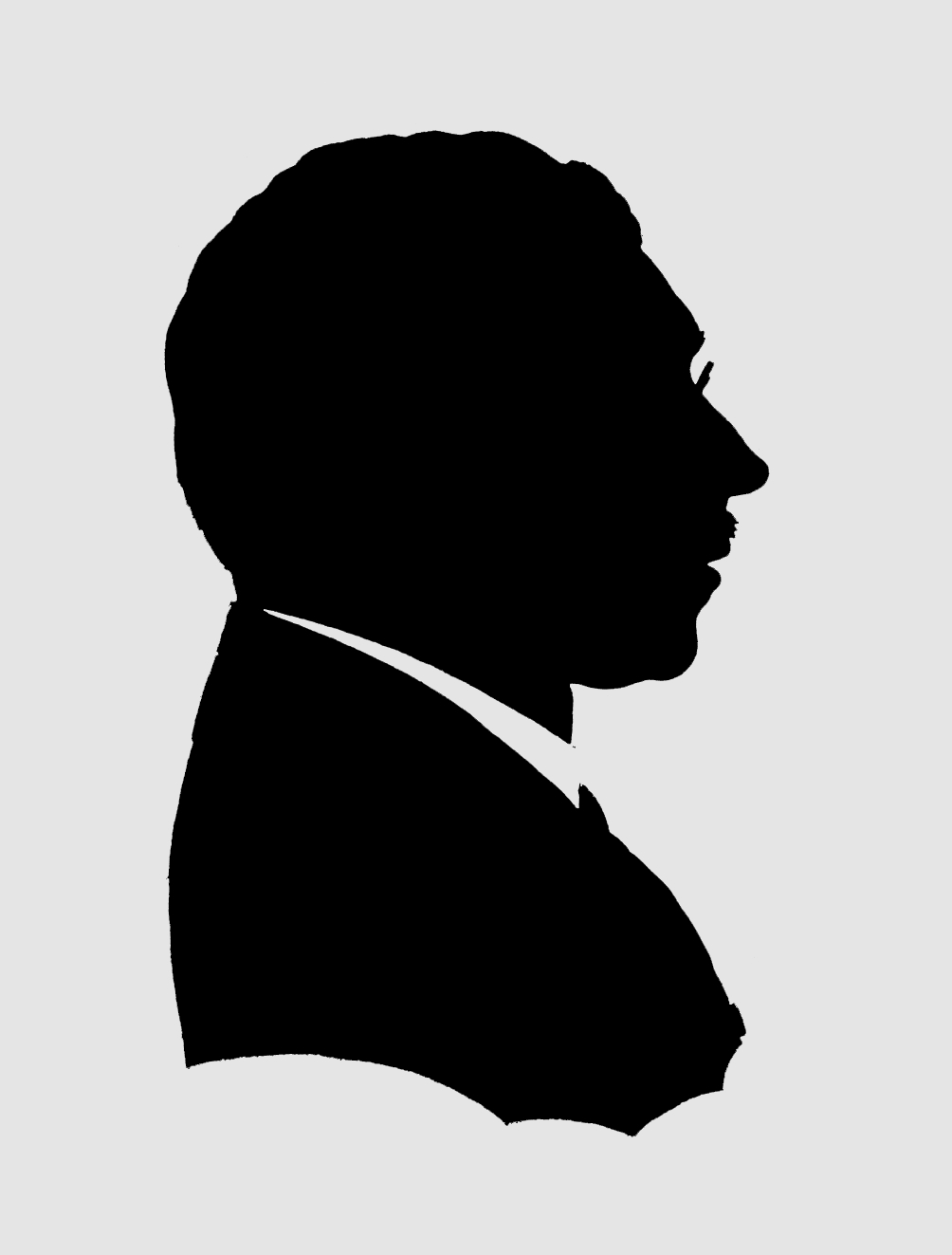
Г. И. Нарбут Портрет художника Д. И. Митрохина. Силуэт. 1914

- Рисунок в разрезе — инфографика, иллюстрация, чертёж или трёхмерная графика, на которой у трёхмерного объекта частично удалена поверхность с целью ознакомления и изучения внутреннего устройства. Обычно рассматривается как часть инженерного, архитектурного или дизайнерского проектирования и моделирования. Важным является то, что удаление части поверхности не должно искажать целостное представление объекта. Такой рисунок может сделать только проектировщик, хорошо знакомый с внутренним устройством объекта, имеющий планы, ортогональные проекции, детальные чертежи, другую необходимую для работы документацию. На инфографике и технических чертежах обычно обозначается масштаб изображения. Первые рисунки в разрезе известны с начала эпохи Возрождения. В частности их использовал в своих записных книжках итальянский художник-инженер Таккола (1382 — ок. 1453). В XVI веке рисунки в разрезе активно использовал учёный-минералог Георгий Агрикола (1494—1555), особенно в своём труде De re metallica[англ.]. Ныне изображения в разрезе активно используются в индустрии компьютерных игр. Например, в игре The Sims у пользователя есть возможность рассматривать дома без стен, в разрезе, и со стенами.
- Станковый рисунок — одна из разновидностей изобразительного искусства, произведения которого имеют самостоятельное значение и воспринимаются независимо от пространственной среды. Буквально — рисунок, созданный на станке (мольберте), хотя рисунок, имеющий самостоятельную художественную ценность, может быть создан в альбоме, на планшете и даже в записной книжке.
- Плакат — разновидность прикладной печатной графики, наборно-шрифтовое или художественно-иллюстративное листовое крупноформатное печатное тиражное издание, содержащее в наглядно-компактном виде информацию рекламного, агитационно-пропагандистского, инструктивно-методического, учебного и другого характера. Лист плаката содержит броское изображение и броский заголовок или призыв. В современном дизайне плакат воспринимается как «сведённое в чёткую визуальную формулу сообщение, предназначенное современнику для выводов и конкретных действий». Данная формула отражает определённый уровень графического дизайна и информирует о предмете коммуникации[8].

- Силуэт — плоскостное однотонное изображение профилей фигур и предметов. Разновидность графического искусства, выполняется как правило тушью на светлом фоне или белилами на тёмном фоне. Многие силуэтные изображения выполняют в технике коллажа или аппликации[9].

## История
История изобразительного искусства охватывает, по крайней мере, 30 тысяч лет существования человека. Однако первые рисунки, нанесённые углём и охрой на стены пещер, также как петроглифы и геоглифы, не являются произведениями искусства в современном значении этого слова. До формирования эстетического чувства и самоопределения художественного содержания творчество первобытного человека имело синкретичный характер, все его функции существовали нераздельно. В античной мифологии происхождение рисунка и в целом изобразительного искусства связано с так называемой «Легендой Бутада».
Первобытные охотники изображали, в основном, стада диких животных — быков и лошадей, иногда с фигурками людей, и даже «натуральный макет зверя» (предтеча искусства скульптуры) использовали для магических, ритуальных, обучающих целей. Также кроманьонцы наносили на стены отпечатки рук красной охрой. Такие рисунки находят по всей Западной Европе — во Франции, Испании и других странах, и хотя их называют наскальной живописью, на самом деле они представляют собой проявление двигательно-магической активности первобытного человека. Нанесение орнамента на орудия, оружие и предметы быта также имело магический смысл либо было отражением двигательного чувства при освоении технологических приёмов, например в неолитической керамике.
Рисунки были предшественниками письменности в качестве наглядных посланий для передачи жизненно важной информации. Рисунки использовали в качестве специализированной формы общения до изобретения письменного языка. Примерами являются наскальные росписи в пещерах времён палеолита. Подобные рисунки называются пиктограммами и изображают схематичное представление предмета или явления. Рисунки, созданные человеком в эпоху неолита, упрощены до знака (Протописьменность) и, в конечном итоге, до символов (неиконических знаков) ранней письменности.

### Рисунок как учебный предмет
Графическое восприятие действительности и основанное на нём искусство рисунка рационально, последовательно и более методично в сравнении с живописным восприятием или пластическим мироощущением. Поэтому именно рисунок является основой специфичного познания действительности, «мышления формой» и обучения основам изобразительного искусства всех видов, родов и жанров. Именно в области преподавания рисунка исторически выработана научно обоснованная методика. В античности, западноевропейском Средневековье и в эпоху итальянского Возрождения ученики работали в мастерской мастера и учились, выполняя подготовительные работы либо помогая учителю в выполнении заказов. Первые Академии художеств возникали в эпоху Возрождения в Италии в связи с формирующимся интересом к античности как актуальной основе художественного творчества. Они вырастали из ремесленных сообществ (артелей, гильдий) и мастерских художников — боттегах, в которых проходили начальную подготовку ученики и подмастерья. Академиями они были лишь по названию, но во второй половине XVI века, в период маньеризма, подводившего итоги великой эпохи, возникла потребности в определённой методике. Изобразительное искусство достигло такого уровня сложности, что для грамотного выполнения заказов необходимо было изучать пластическую анатомию фигуры человека и перспективу, основы композиции живописной картины, мифологические и религиозные сюжеты. Архитекторам требовалось знать математику, геометрию, владеть навыками проектирования, черчения и макетирования (с XVI века заказчикам стали предоставлять графические проекты и макеты зданий). Эти задачи стали решать специальные учебные заведения — академии. В 1585 году в Болонье братьями Лодовико, Аннибале и Агостино Карраччи была создана «Академия вступивших на правильный путь». Академии создавали и в других городах и странах. Школы для подготовки художников учреждались частными лицами, просветителями и меценатами, а также государственными деятелями и монархами. Поэтому в эпоху классицизма XVII—XVIII веков большинство академий в странах Западной Европы и России именовались королевскими или императорскими. В иных случаях основой будущих академий были университеты или частные рисовальные школы. В основу преподавания было положено рисование с гипсовых слепков античной скульптуры, копирование графических оригиналов (рисунков и гравюр выдающихся художников), драпировок на манекенах и живых натурщиков.
Академическая программа обучения рисунку строилась по принципам «от простого к сложному» и «от частного к общему»: сначала рисовали детали, к примеру, гипсовые слепки глаза, уха или носа, затем голову, потом торс и только после этого — фигуру человека. Далее переходили к изображению группы фигур и, наконец, учились «сочинению» композиции на заданную тему. Эта порочная система была преодолена только в начале XX века, причём не в столичных академиях, а вначале в частных художественных школах-мастерских. Лучшими и самыми знаменитыми из них были школы А. Ашбе и Ш. Холлоши в Мюнхене. В них проходили обучение практически все самые известные, в том числе русские, художники начала XX века. В основу новой методики прогрессивно мыслящие художники-педагоги положили основные положения теории художественной формы, разработанные немецким скульптором и теоретиком Адольфом фон Гильдебрандом.
В России рисование в качестве самостоятельной учебной дисциплины сформировалось много позднее, чем в странах Западной Европы. В XI веке на Руси основными разновидностями графики были книжная миниатюра и народный лубок. Помимо миниатюр мастера писали и украшали замысловатыми рисунками заглавные литеры — буквицы. Вместе с изучением грамоты и письма, ученики при монастырских школах изучали азбуку этого ремесла
Наряду с развитием книжной миниатюры на Руси развивалось искусство народной росписи, фресок и икон. Иконописцы и фрескисты работали по так называемым лицевым подлинникам и прорисям. С помощью «исходников» ученики осваивали каноны иконописных изображений, знакомились с техникой письма. Со второй половины XVII вeка на Руси в связи с проникновением западноевропейских влияний и «фряжского письма» требовалась более сложная подготовка. В это время мастера переходили от артельной работы к постоянной при княжеском дворе, церкви или храме. Школы иконописания существовали в поместье Строгановых в Сольвычегодске и в их доме в Москве, в Московском кремле при Царицыной и Оружейной палате, в последней работал и учил подмастерьев Симон Фёдорович Ушаков.
Становление специального обучения изобразительному искусству по западноевропейскому образцу происходило в XVIII веке в связи с интенсивной европеизацией столичной российской культуры и формирования светских видов и жанров искусства. В начале XVIII в., в царствование Петра I механик-изобретатель А. К. Нартов представил царю проект «учреждения Академии разных художеств». Проект Академии разрабатывал русский историк В. Н. Татищев, архитектор П. М. Еропкин. Однако со смертью императора Петра Великого в 1725 г. эти начинания прервались. Российская «Академия трех знатнейших художеств» — живописи, ваяния и зодчества — была учреждена только в 1757 г. в Москве в царствование императрицы Елизаветы Петровны по инициативе коллекционера и мецената, графа Ивана Ивановича Шувалова. План новой «екатерининской Академии» в Санкт-Петербурге разрабатывал И. И. Бецкой. Согласно «регламенту» 1764 г. в Академии учредили четыре основных класса: живописный, скульптурный, архитектурный и гравировальный. Живописный класс, в свою очередь, делился на подклассы — исторический, батальный, портретный, «разных видов и архитектуры», «домашних упражнений» (бытовой и жанровой живописи), «всяких животных», «фруктов и цветов», мусического искусства (мозаичного мастерства), «миниатюрою» и «сухими красками» (росписи «а секко» и «стукко»). Позднее создавали художественно-промышленные школы, в которых, как и в Академиях, основой обучения было рисование с натуры.
Отечественных специалистов было крайне мало, поэтому на первых порах приглашали западноевропейских мастеров. Однако обучение велось по старинке: копированием оригиналов (образцов) и длительными «постановками» в рисовании с натуры. В старой (дореформенной) Императорской Академии художеств в Санкт-Петербурге рисование одной постановки длилось до 100 часов при общем сроке обучения (включая Воспитательное училище) 15 лет. Преподавали по принципу «делай как я». В классах поочерёдно дежурили два профессора: один работал сам, давая пример ученикам, второй, переходя от ученика к ученику, «правил работы»; сначала «выверял контур», затем давал команду перейти к тушеванию. Анализировали не форму, а копировали светотень на её поверхности, добиваясь максимального сходства с натурой, но при этом требовалась идеализация. Коренастые фигуры натурщиков (из бывших крестьян) идеализировали под фигуру Аполлона, лица правили по античным образцам и «божественному Рафаэлю». Отсутствие аналитического метода восполнялось тренировкой во времени. Лишь позднее, после реформы Академии в 1893—1894 годах, были организованы персональные творческие мастерские, но академическая методика не претерпела существенных изменений. Такое положение иллюстрирует первое академическое пособие: «Основательные правила, или Краткое руководство к рисовальному художеству» немецкого художника И. Д. Прейслера (русское издание 1735 года). Примечательно, что прогрессивные для своего времени методики разрабатывали именно русские педагоги. Выдающимися художниками-педагогами и замечательными рисовальщиками были Антон Павлович Лосенко, опубликовавший «Изъяснение краткой пропорции человека» (1772), и Василий Козьмич Шебуев. В 1834 году русский художник-любитель А. П. Сапожников издал «Курс рисования», в котором предложил использовать учебные модели из проволоки и картона, разъясняющие учащимся конструкцию изображаемых предметов. Среди важных учебных пособий своего времени следует выделить работы П. Басина, В. Лангера. Прекрасные образцы рисунка, преодолевая академический метод, создавали такие художники-антагонисты, как Карл Брюллов и Фёдор Бруни.
Выдающимся педагогом Академии художеств был Павел Петрович Чистяков. Он создал условия для воспитания нового поколения учеников, среди которых были В. И. Суриков, В. М. Васнецов, В. А. Серов, В. Д. Поленов, М. А. Врубель. Чистяков не разработал завершённой методической системы, но он стал учить главному: аналитическому мышлению. Чистяков утверждал, что изображать предмет надо «во-первых, как он существует, во-вторых, как кажется глазу нашему» (то есть совмещая в одном образе объективные качества натуры и конкретные условия её восприятия). Чистяков учил «рисовать от точки», фиксируя направления охватывающих форму линий в пространстве по отношению к вертикали и горизонтали, применяя также способ «обрубовки» формы плоскостями в ракурсах. Непосредственным продолжателем метода Чистякова был В. Е. Савинский.
Прогрессивная, научно-обоснованная методика преподавания рисунка развивалась, тем не менее, не в Императорской Академии художеств, а в художественно-промышленных учебных заведениях, теснее связанных с жизнью и действительными потребностями общества: в московском Строгановском училище технического рисования (основанного в 1825 г. графом С. Г. Строгановым), в Рисовальной школе Общества поощрения художеств (в годы директорства Н. К. Рериха, 1906—1918). Позднее — во ВХУТЕМАСе-ВХУТЕИНе трудами В. Ф. Франкетти, В. А. Фаворского и П. Я. Павлинова. В петербургской Академии художеств научно обоснованная методика преподавания рисунка складывалась в начале XX века под влиянием теории двух установок зрения А. фон Гильдебранда и опыта школы А. Ашбе в мастерской Д. Н. Кардовского — Н. Э. Радлова. Новую концепцию Радлов изложил в 1913 году на страницах журнала «Аполлон». В 1935 году вышла его книга «Рисование с натуры». Оригинальную программу преподавания рисунка создал в 1960-х годах в ЛВХПУ имени В. И. Мухиной (с 2006 года — Санкт-Петербургская художественно-промышленная академия имени А. Л. Штиглица) заведующий кафедрой рисунка, профессор С. А. Петров. В МВХПУ (ранее Строгановское училище технического рисования, с 2009 года — Московская государственная художественно-промышленная академия имени С. Г. Строганова) — художник, заведующий кафедрой рисунка Ф. Ф. Волошко, ученик А. А. Дейнеки. «Школа строгановского рисунка», или «система Волошко», бережно сохраняется О. Ф. Волошко, сыном выдающегося методиста и педагога. В основу метода положено понятие предметного пространства и его мысленного наполнения трёхмерными объёмами, изображение которых проводится последовательно: от способа «обрубовки» и выявления «переломов» формы (восходящего к методике П. П. Чистякова) и последующего наполнения формы тоном, минуя поверхностное срисовывание светотени и окрашенности поверхности.

## Обучение рисунку детей

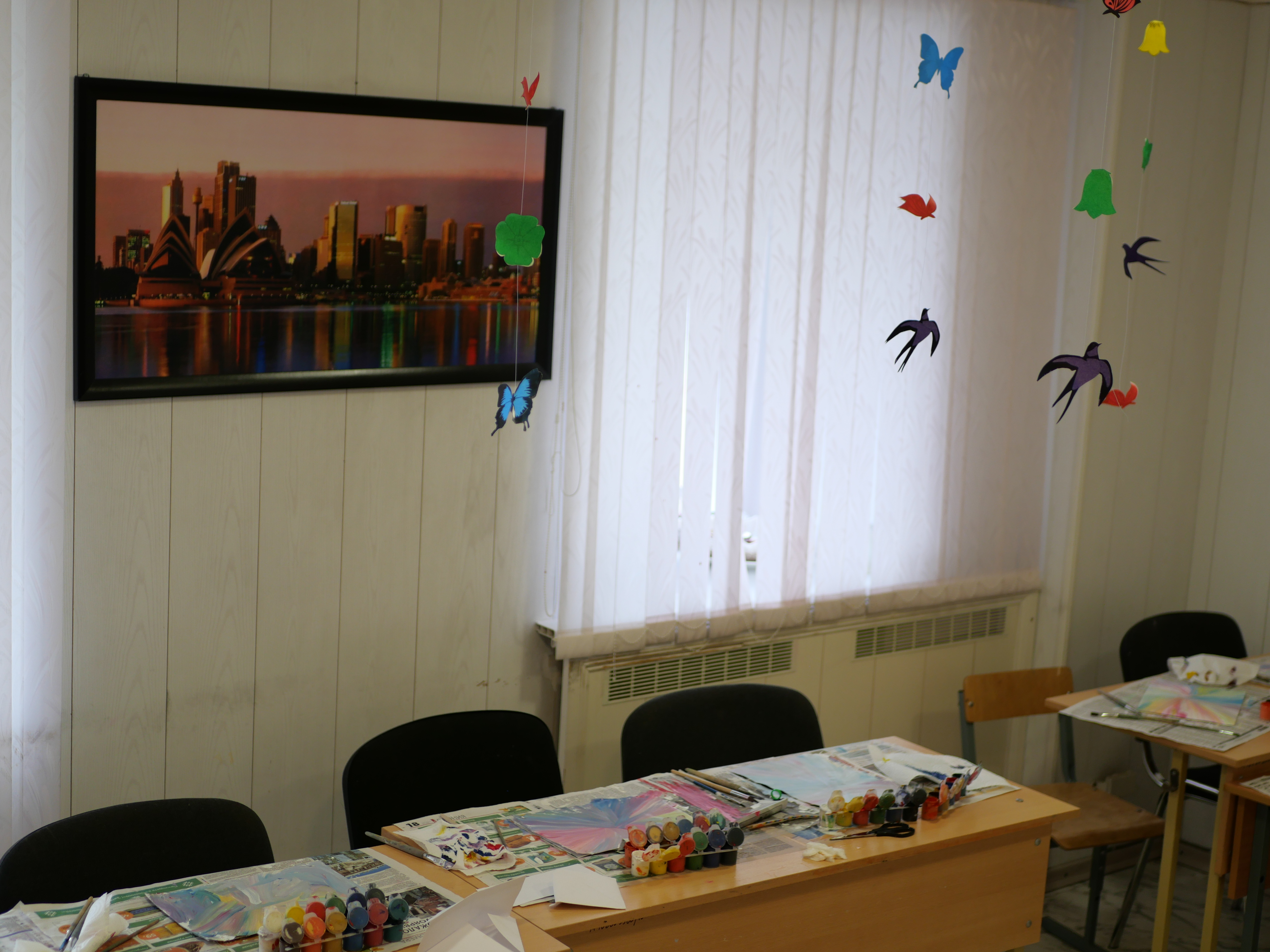
Класс для рисования, на столах краски, кисточки и неоконченные рисунки

После периода революционной смуты и гражданской войны в советской России в 1930-х годах восстанавливали систему образования и, в частности, эстетического воспитания и обучения детей основам изобразительного искусства, в том числе с привлечением педагогов старой школы. Выходили учебные пособия по «изобразительной грамоте». В начальной и средней школе больше внимания стали уделять развитию творческих способностей детей, методика преподавания дополнялась и обогащалась научными исследованиями по психологии детского творчества. Одновременно развивалась концепция «свободного воспитания» на основе биогенетической теории А. В. Бакушинского. Важнейшую роль сыграла педагогическая психология (педология) и когнитивная концепция развития психики ребёнка разработанные школой Л. С. Выготского. Рисование в общеобразовательных школах стало одним из важных предметов, отражающих и стимулирующих развитие и формирование психики ребёнка, навыков познания и общения.
Сторонники формалистического направления, пропагандировавшие теорию «свободного воспитания» издавали низкокачественные учебные пособия для общеобразовательных школ, в которых иллюстративный материал ограничивался детскими рисунками. Подобные пособия игнорировали познавательно-коммуникативные аспекты процесса овладения навыками рисования с натуры. Авторов таких пособий мало интересовал научный подход и классические традиции школы изобразительного искусства. Постепенно сторонниками академического направления стала проводиться последовательная работа по разработке вопросов методики преподавания рисунка для общеобразовательной школы. Создавались новые школьные программы. В 1931 году была выпущена новая школьная программа, в основу которой было положено рисование с натуры. В этой программе предусматривались задания по рисунку по тематическим разделам, декоративному рисунку, рисованию по представлению для младший классов и уроки по истории изобразительного искусства. Среди выдающихся специалистов по развитию методики обучения в общеобразовательных школах в советское время следует выделить ученика П. П. Чистякова Дмитрия Кардовского, а также учеников К. А. Савицкого — Абрама Архипова, Николая Касаткина и Константина Юона.
Многополярность взглядов на преподавание изобразительного искусства, на его роль и место в системе школьных дисциплин стали предметом дискуссий научных работников, художников и учителей. В учебных заведениях постепенно утверждались принципы и методы преподавания изобразительного искусства, разрешались споры о проблемах учебного рисунка. Ведущую роль в этом научно-методическом процессе стали играть факультеты изобразительного искусства педагогических вузов. Многие годы факультет изобразительного искусства (ранее художественно-графический факультет) Московского педагогического института возглавлял Н. Н. Ростовцев, автор публикаций по истории и методике учебного рисунка. Работу по организации создания учебных программ и пособий по рисунку для средней школы возглавил профессор, доктор педагогических наук, академик В. С. Кузин. Он рассматривал школьный предмет «изобразительное искусство» в качестве «обязательной учебной дисциплины, с помощью которой решаются традиционные задачи — образовательная, воспитательная и развивающая».
При педагогических институтах и университетах в 1960—1970-х годах формировались научные школы, лаборатории и мастерские по исследованию детского художественного творчества. Действовали детские школы и кружки рисования, формировалась сеть средних художественных школ для одарённых детей. Во второй половине XX века новые психологические и методические подходы к детскому творчеству и обучению детей изобразительному искусству разрабатывали С. Д. Левин, С. М. Даниэль, О. Л. Некрасова-Каратеева.

## Техника рисунка
Искусство рисунка служит технической основой всех видов и жанров изобразительных искусств. Рисунки создаются художниками в процессе изучения натуры (наброски, студии), при поиске композиционных решений графических, живописных и скульптурных произведений (эскизы, картоны), при создании этюдов живописных картин. Методика и техника рисования специально изучается живописцами, гравёрами, скульпторами и архитекторами в рамках учебной дисциплины «академический рисунок». В ряде учебных заведений существует общий (академический) и специальный курс рисунка для архитекторов и дизайнеров. С помощью рисунка можно передавать не только объёмную форму и пространство, но и оттенками чёрно-белого условно обозначать окрашенность, фактуру и текстуру поверхности предметов.
Как и в других видах изобразительного искусства, техника рисования подразделяется на изобразительные средства, приёмы и материалы. К изобразительным средствам относят тональные отношения (контраст и нюанс), линию, штрих, пятно, росчерк, точку. Рисовальные приёмы включают штриховку, растяжку (плавную моделировку тона), заливку, технику «сухая кисть» и иные приёмы в зависимости от используемых материалов. 
Материалы делят на основу (бумага, картон) и рисующие (инструменты): карандаш (свинцовый, графитный, угольный), «мягкие материалы»: уголь, соус, сангина, чернила, бистр, тушь, разнообразные мелки (пастель), белый и красный мел. Некоторые художники, например В. В. Лебедев, использовали «ламповую копоть» (разведённые в воде продукты горения керосиновых ламп). К рисовальным инструментам относят также фломастер (капиллярную ручку), традиционное металлическое перо и даже шариковую ручку, хотя последняя не даёт возможности моделировать линию и штрих.